# Édouard Bougueret
Édouard Bougueret, né le 29 mars 1809 à Gurgy-la-Ville, mort le 4 avril 1888 à Paris, est un maître des forges et homme politique français.

## Biographie

### Origines
Édouard Bougueret est le fils de Didier Bougueret (1780-1880), maître de forges à Gurgy-la-Ville, à Rochefort-sur-Brévon et à Voulaines-les-Templiers, et l'un des fondateurs de la Compagnie des forges de Châtillon-Commentry et Neuves-Maisons en 1845, et de Louise Adèle Pétot (sœur de Joseph Pétot). Son grand-père était maître de poste à Langres et descendait d'une lignée de notaires de la Haute-Marne.

### Mariage et enfants
Il épousa à Rochefort Marie-Françoise Leclerc dont il eut trois enfants : Joseph, Jenny (épouse du général Jean-François Henrion-Bertier, maire de Neuilly) et Fanny.

### Carrière
Maître de Forges à Voulaines et directeur de la Société des forges de Châtillon-Commentry, il avait organisé dans ses manufactures la participation des travailleurs aux bénéfices et cherchait à leur faciliter l'accession à la propriété.

### Mandats politiques
Il fut sous Louis-Philippe, un des chefs influents du parti démocratique dans son département.
Élu le 23 avril 1848 à l'assemblée constituante par le département de la Côte-d'Or avec 46 480 voix, il siégea à gauche, et vota avec les républicains modérés : 9 août 1848 pour le rétablissement du cautionnement, 26 août contre les poursuites intentée à Louis Blanc et à Caussidère; 1er septembre, pour le rétablissement de la contrainte par corps; 18 septembre, pour l'abolition de la peine de mort; 7 pour l'amendement Grévy ; 2 novembre contre le droit au travail; 25 novembre pour l'ordre du jour "Le général Cavaignac a bien mérité de la patrie"; 27 décembre, pour la suppression de l'impôt du sel; 12 janvier 1849, pour la proposition Rateau, 16 avril, pour l'expédition de Rome. 
Il ne se rallia pas à la politique de Louis-Napoléon. Non réélu à la Législative, il  devint plus tard conseiller général de son département.

## Sources
- « Édouard Bougueret », dans Adolphe Robert et Gaston Cougny, Dictionnaire des parlementaires français, Edgar Bourloton, 1889-1891 [détail de l’édition]